# Onze-Lieve-Vrouw-Onbevlekt Ontvangenkapel (Veurne)

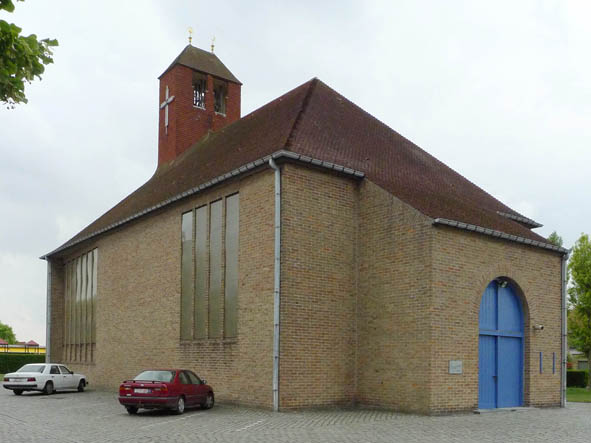
De Onze-Lieve-Vrouw-Onbevlekt Ontvangenkapel in 2010

De Onze-Lieve-Vrouw-Onbevlekt Ontvangenkapel is een hulpkerk in de West-Vlaamse stad Veurne, gelegen aan het Bieswalplein in de wijk Nieuwstad ten oosten van het centrum.
De hulpkerk werd gebouwd in 1961 naar ontwerp van Arthur Degeyter.
Het is een bakstenen gebouw in modernistische stijl, op een trapeziumvormige plattegrond en gedekt door een schilddak met in het midden een klokkengevel.
Het kerkmeubilair is van het 3e kwart van de 20e eeuw.